# Linea T2 (rete tranviaria di Istanbul)
La linea T2, ufficialmente denominata Linea T2 (Taksim - Tünel) del Tram nostalgico (in turco T2 (Taksim - Tünel) Nostaljik Tramvay Hattı) è una linea di tram situata in Europa facente parte della Rete tranviaria di Istanbul, in Turchia. La linea corre tra Taksim e Tünel su Istiklal Caddesi a Beyoğlu, uno dei punti più centrali di Istanbul. Con la pedonalizzazione di Istiklal Caddesi, chiusa nel 1990 al traffico veicolare, alla fine di quell'anno ha iniziato ad essere gestita dalla municipalità metropolitana di Istanbul come Linea del Tram nostalgico Taksim - Tünel. Con la linea T2, 24 anni dopo la chiusura delle linee tranviarie Kadıköy - Üsküdar e Kadıköy - Hasanpaşa, le ultime linee ad essere gestite a Istanbul e dismesse nel 1966, i servizi tranviari sono ripresi a Istanbul. Questo percorso, lungo 1,7 km, è a binario unico e dispone di 2 vagoni composti da una motrice e un rimorchio.

## Ex linea T2
Il codice T2 è stato utilizzato in precedenza per definire la linea del tram Zeytinburnu - Bağcılar, in servizio dal 14 settembre 2006 al 3 febbraio 2011. Dopo la creazione della linea tranviaria T1 (Bağcılar - Kabataş) ottenuta il 3 febbraio 2011 unendo la linea tranviaria Zeytinburnu - Bağcılar con la linea tranviaria Zeytinburnu - Kabataş, alla linea tranviaria nostalgica Taksim - Tünel, precedentemente definita con il codice T5, è stato assegnato il codice T2.